# Ulrich Lins
Ulrich Lins (ur. 4 sierpnia 1943 w Bonn) – niemiecki historyk, esperantysta, pisarz, honorowy członek Universala Esperanto-Asocio (UEA).

## Życiorys
Urodził się w 1943 w Bonn. Studiował historię, japonistykę i nauki polityczne na Uniwersytecie Fryderyka Wilhelma w Bonn i Uniwersytecie Kolońskim, w latach 1971–1972 pracował na Uniwersytecie Tokijskim (na wydziale ekonomicznym). Tematem jego doktoratu, nagrodzonego przez wydział filozofii Uniwersytetu Kolońskiego, były doktryna i historia Ōmoto, japońskiej sekty religijnej, która powstała po restauracji Meiji, na ówczesnej fali tworzenia „nowych religii” (shin-shūkyō). Praca doktorska Linsa ukazała się drukiem w 1976. W pracy zawodowej zajmuje się współpracą uniwersytetów niemieckich i azjatyckich.

## Działalność esperancka
Ulrich Lins nauczył się esperanta w 1958. Pełnił różne funkcje w esperanckich organizacjach i instytucjach, był między innymi członkiem zarządu Światowej Esperanckiej Organizacji Młodzieżowej (TEJO) (1964–1969), przedstawicielem TEJO przy Universala Esperanto-Asocio (1967–1969) i przez kilka kadencji członkiem komitetu Universala Esperanto-Asocio. Od 1989 do 1995 pełnił funkcję wiceprzewodniczącego UEA. W 1989 został przewodniczącym komisji w Fundacji im. Antoniego Grabowskiego.
W latach 1970–1974 pełnił funkcję współredaktora Kontakto.
Lins jest wykładowcą Międzynarodowego Uniwersytetu Kongresowego (Internacia Kongresa Universitato).
W 2015 roku otrzymał tytuł honorowego członka Universala Esperanto-Asocio.

## Dzieła
Głównym dziełem Ulricha Linsa w języku esperanto jest La danĝera lingvo. Studo pri persekutoj kontraŭ Esperanto (pol. Niebezpieczny język. Studium na temat prześladowań języka esperanto), przetłumaczona na wiele języków narodowych, w tym na język polski (tłum. Danuta Kowalska). Jest współredaktorem Esperanto en perspektivo (1974) oraz książek o relacjach niemiecko-japońskich (w języku niemieckim) i 22-tomowej historii Niemiec (w języku japońskim). Jest również głównym redaktorem nowego wydania Encyklopedii Esperanta (Enciklopedio de Esperanto).